# Бутунг (остров)
Бутунг (устар. Бутон) — остров, расположенный к юго-востоку от острова Сулавеси, входит в состав Индонезии. Площадь составляет порядка 4408 квадратных километров; это 129-й по величине остров в мире и 19-й из входящих в состав Индонезии.

## История
В доколониальный период Бутунг находился в сфере влияния правителей острова Тернате. В XVI веке он был достаточно важным центром тернатского государства, служившим одним из основных торговых пунктов и источников дани для Тернате.

## География
Значительная часть острова покрыта тропическими лесами. Бутунг — одно из двух мест на Земле, где обитает карликовый буйвол аноа. Крупнейший населённый пункт на острове — Бау-Бау. Рядом с Бутунгом располагаются острова Вавонии (на севере), Муна, Кабаена (на западе), Сиумпу (на юго-востоке), Батуатас (на юге).

## Население и экономика
Население разговаривает на десятке языков, наибольшее число носителей приходится на волио и чиа-чиа. Государственный индонезийский язык преподаётся в школах.
На острове имеются крупные запасы природного асфальта.